# لینوود (آیووا)
لینوود (به انگلیسی: Linwood) یک منطقهٔ مسکونی در ایالات متحده آمریکا است که در آیووا واقع شده‌است. لینوود ۴۱۵٫۱۴ متر بالاتر از سطح دریا واقع شده‌است.